# Trofeo Federale 1993
Il Trofeo Federale 1993 è stato la 8ª edizione di tale competizione, e si è concluso con la vittoria della Tre Fiori, al suo secondo titolo.

## Risultati
- Semifinali

A)  Faetano -  Domagnano 2 - 1
B)  Tre Fiori -  Libertas 3 - 1
- Finale:

C)   Tre Fiori -  Faetano 1 - 1 d.t.s. (4 - 3 rigori)